# ルチャ・カナリア

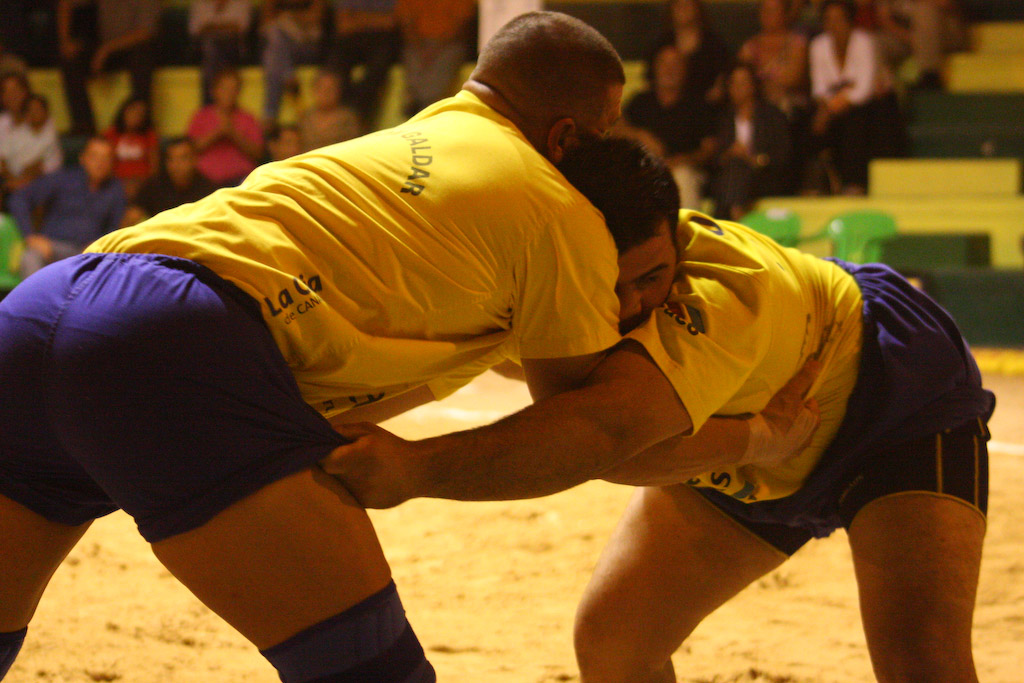
ルチャ・カナリア

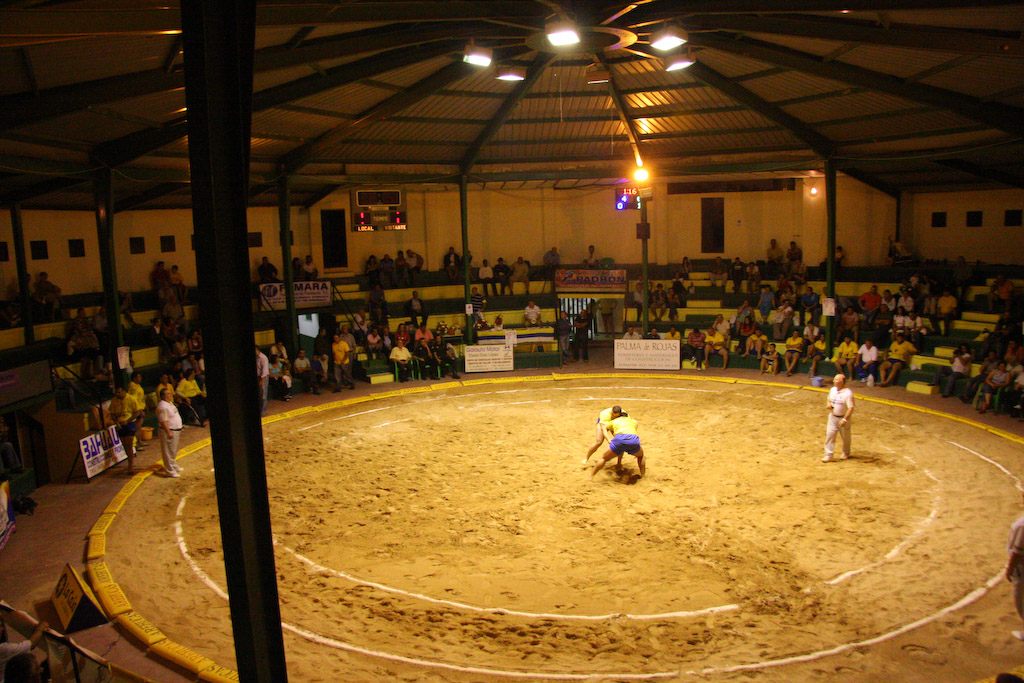
ルチャ・カナリアの競技場

ルチャ・カナリアとは、スペインのカナリア諸島に古より伝わる相撲。カナリア相撲・カナリアレスリングとも言う。

## 特徴
- 日本の相撲に似ているが、組んだ状態から始まり、張り手・突っ張りなどの攻め手は無い。
- 丸い土俵の中で行われ、一方の足の裏以外が土に触れたときに決着が付くのは日本の相撲と同じであるが、競技は両者が組んだところから始まり、着衣(半袖シャツと半ズボン)で行われる。